# Pressins
Pressins település Franciaországban, Savoie megyében. Lakosainak száma 1181 fő (2022. január 1.). Pressins Romagnieu, Velanne, Les Abrets-en-Dauphiné, Le Pont-de-Beauvoisin, Saint-Jean-d’Avelanne és Saint-Martin-de-Vaulserre községekkel határos.

## Népesség
A település népességének változása:
| Lakosok száma | 568  | 687  | 762  | 1012 | 1140 | 1147 | 1156 | 1161 | 1156 | 1181 |
|               | 1968 | 1982 | 1990 | 2006 | 2013 | 2015 | 2017 | 2019 | 2020 | 2022 |